# Velanne (Valle del Oise)
Velanne era una comuna francesa que estaba situada en el departamento de Valle del Oise, de la región de Isla de Francia, que en 1863 pasó a formar parte de las comunas de Arthieul y Blamécourt.

## Historia
Fue creada entre 1790 y 1794 con la unión de las comunas de Velanne-la-Ville y Velanne-le-Bois.

## Demografía
| Gráfica de evolución demográfica de Velanne entre 1800 y 1856 |
|                                                               |

Los datos demográficos contemplados en este gráfico se han cogido de la página francesa EHESS/Cassini.